# Chrysometa
Genre
Synonymes
- Pseudometa F. O. Pickard-Cambridge, 1903 nec Aurivillius, 1901
- Capichameta Soares & Camargo, 1955

Chrysometa est un genre d'araignées aranéomorphes de la famille des Tetragnathidae.

## Distribution
Les espèces de ce genre se rencontrent en Amérique.

## Liste des espèces
Selon World Spider Catalog (version 26, 22/05/2025) :
- Chrysometa acinosa Álvarez-Padilla, 2007
- Chrysometa adelis Levi, 1986
- Chrysometa alajuela Levi, 1986
- Chrysometa alboguttata (O. Pickard-Cambridge, 1889)
- Chrysometa allija Levi, 1986
- Chrysometa alticola (Berland, 1913)
- Chrysometa antonio Levi, 1986
- Chrysometa aramba Levi, 1986
- Chrysometa atotonilco Salgueiro-Sepúlveda & Álvarez-Padilla, 2018
- Chrysometa aureola (Keyserling, 1884)
- Chrysometa banos Levi, 1986
- Chrysometa bella (Banks, 1909)
- Chrysometa bigibbosa (Keyserling, 1864)
- Chrysometa bolivari Levi, 1986
- Chrysometa bolivia Levi, 1986
- Chrysometa boquete Levi, 1986
- Chrysometa boraceia Levi, 1986
- Chrysometa brevipes (O. Pickard-Cambridge, 1889)
- Chrysometa browni Levi, 1986
- Chrysometa buenaventura Levi, 1986
- Chrysometa buga Levi, 1986
- Chrysometa butamalal Levi, 1986
- Chrysometa cali Levi, 1986
- Chrysometa calima Levi, 1986
- Chrysometa cambara Levi, 1986
- Chrysometa candianii Nogueira, Pena-Barbosa, Venticinque & Brescovit, 2011
- Chrysometa carmelo Levi, 1986
- Chrysometa cebolleta Levi, 1986
- Chrysometa chica Levi, 1986
- Chrysometa chipinque Levi, 1986
- Chrysometa choroni Levi, 1986
- Chrysometa chuchaqui Peñaherrera-R., 2025
- Chrysometa chulumani Levi, 1986
- Chrysometa churitepui Levi, 1986
- Chrysometa citlaltepetl Salgueiro-Sepúlveda & Álvarez-Padilla, 2018
- Chrysometa claudia Levi, 1986
- Chrysometa columbicola Strand, 1916
- Chrysometa conspersa (Bryant, 1945)
- Chrysometa cornuta (Bryant, 1945)
- Chrysometa craigae Levi, 1986
- Chrysometa cuenca Levi, 1986
- Chrysometa decolorata (O. Pickard-Cambridge, 1889)
- Chrysometa digua Levi, 1986
- Chrysometa distincta (Bryant, 1940)
- Chrysometa donachui Levi, 1986
- Chrysometa duida Levi, 1986
- Chrysometa eberhardi Levi, 1986
- Chrysometa ecarup Levi, 1986
- Chrysometa eugeni Levi, 1986
- Chrysometa explorans (Chamberlin, 1916)
- Chrysometa fidelia Levi, 1986
- Chrysometa flava (O. Pickard-Cambridge, 1894)
- Chrysometa flavicans (Caporiacco, 1947)
- Chrysometa fuscolimbata (Archer, 1958)
- Chrysometa guadeloupensis Levi, 1986
- Chrysometa guttata (Keyserling, 1881)
- Chrysometa hamata (Bryant, 1942)
- Chrysometa heredia Levi, 1986
- Chrysometa huanuco Levi, 1986
- Chrysometa huila Levi, 1986
- Chrysometa incachaca Levi, 1986
- Chrysometa itaimba Levi, 1986
- Chrysometa jayuyensis (Petrunkevitch, 1930)
- Chrysometa jelskii Levi, 1986
- Chrysometa jordao Levi, 1986
- Chrysometa keyserlingi Levi, 1986
- Chrysometa kochalkai Levi, 1986
- Chrysometa lancetilla Levi, 1986
- Chrysometa lapazensis Levi, 1986
- Chrysometa lepida (Keyserling, 1881)
- Chrysometa levii Álvarez-Padilla, 2007
- Chrysometa linguiformis (Franganillo, 1930)
- Chrysometa lomanhungae Nogueira, Pena-Barbosa, Venticinque & Brescovit, 2011
- Chrysometa ludibunda (Keyserling, 1893)
- Chrysometa luisi Levi, 1986
- Chrysometa machala Levi, 1986
- Chrysometa macintyrei Levi, 1986
- Chrysometa macuchi Levi, 1986
- Chrysometa maculata (Bryant, 1945)
- Chrysometa magdalena Levi, 1986
- Chrysometa maitae Álvarez-Padilla, 2007
- Chrysometa malkini Levi, 1986
- Chrysometa marta Levi, 1986
- Chrysometa merida Levi, 1986
- Chrysometa minuta (Keyserling, 1883)
- Chrysometa minza Levi, 1986
- Chrysometa monticola (Keyserling, 1883)
- Chrysometa muerte Levi, 1986
- Chrysometa niebla Levi, 1986
- Chrysometa nigroventris (Keyserling, 1879)
- Chrysometa nigrovittata (Keyserling, 1865)
- Chrysometa nubigena Nogueira, Pena-Barbosa, Venticinque & Brescovit, 2011
- Chrysometa nuboso Levi, 1986
- Chrysometa nuevagranada Levi, 1986
- Chrysometa obscura (Bryant, 1945)
- Chrysometa opulenta (Keyserling, 1881)
- Chrysometa otavalo Levi, 1986
- Chrysometa palenque Levi, 1986
- Chrysometa pecki Levi, 1986
- Chrysometa pena Simó, Álvarez & Laborda, 2016
- Chrysometa penai Levi, 1986
- Chrysometa petrasierwaldae Nogueira, Pena-Barbosa, Venticinque & Brescovit, 2011
- Chrysometa pichincha Levi, 1986
- Chrysometa pilimbala Levi, 1986
- Chrysometa plana Levi, 1986
- Chrysometa poas Levi, 1986
- Chrysometa puebla Levi, 1986
- Chrysometa purace Levi, 1986
- Chrysometa puya Salgueiro-Sepúlveda & Álvarez-Padilla, 2018
- Chrysometa ramon Levi, 1986
- Chrysometa raripila (Keyserling, 1893)
- Chrysometa rincon Levi, 1986
- Chrysometa rosarium Salgueiro-Sepúlveda & Álvarez-Padilla, 2018
- Chrysometa rubromaculata (Keyserling, 1864)
- Chrysometa sabana Levi, 1986
- Chrysometa saci Nogueira, Pena-Barbosa, Venticinque & Brescovit, 2011
- Chrysometa sagicuta Salgueiro-Sepúlveda & Álvarez-Padilla, 2018
- Chrysometa saladito Levi, 1986
- Chrysometa santosi Nogueira, Pena-Barbosa, Venticinque & Brescovit, 2011
- Chrysometa saramacca Levi, 1986
- Chrysometa satulla (Keyserling, 1881)
- Chrysometa satura Levi, 1986
- Chrysometa schneblei Levi, 1986
- Chrysometa serachui Levi, 1986
- Chrysometa sevillano Levi, 1986
- Chrysometa sicki Levi, 1986
- Chrysometa sondo Levi, 1986
- Chrysometa sumare Levi, 1986
- Chrysometa sztolcmani Levi, 1986
- Chrysometa tenuipes (Keyserling, 1864)
- Chrysometa tinajillas Levi, 1986
- Chrysometa triangulosa Salgueiro-Sepúlveda & Álvarez-Padilla, 2018
- Chrysometa troya Levi, 1986
- Chrysometa tungurahua Levi, 1986
- Chrysometa uaza Levi, 1986
- Chrysometa unicolor (Keyserling, 1881)
- Chrysometa universitaria Levi, 1986
- Chrysometa ura Levi, 1986
- Chrysometa utcuyacu Levi, 1986
- Chrysometa valle Levi, 1986
- Chrysometa waikoxi Nogueira, Pena-Barbosa, Venticinque & Brescovit, 2011
- Chrysometa xamaticpac Salgueiro-Sepúlveda & Álvarez-Padilla, 2018
- Chrysometa xavantina Levi, 1986
- Chrysometa yanomami Nogueira, Pena-Barbosa, Venticinque & Brescovit, 2011
- Chrysometa yotoco Levi, 1986
- Chrysometa yungas Levi, 1986
- Chrysometa yunque Levi, 1986
- Chrysometa zelotypa (Keyserling, 1883)

## Systématique et taxinomie
Ce genre a été décrit par Simon en 1894 dans les Argiopidae.
Pseudometa F. O. Pickard-Cambridge, 1903, préoccupé par Pseudometa Aurivillius, 1901, remplacé par Capichameta par Soares et Camargo en 1955, a été placé en synonymie par Levi en 1986.

## Publication originale
- Simon, 1894 : Histoire naturelle des araignées. Paris, vol. 1, p. 489-760 (texte intégral).